# دورسي ديكسون
دورسي ديكسون (بالإنجليزية: Dorsey Dixon)‏ هو عازف كمان ‏ أمريكي، ولد في 14 أكتوبر 1897 في داريلنغتون في الولايات المتحدة، وتوفي في 18 أبريل 1968 في بلانت سيتي في الولايات المتحدة.

## وصلات خارجية
- دورسي ديكسون على موقع ميوزك برينز (الإنجليزية)
- دورسي ديكسون على موقع ديسكوغز (الإنجليزية)